# Sönnern

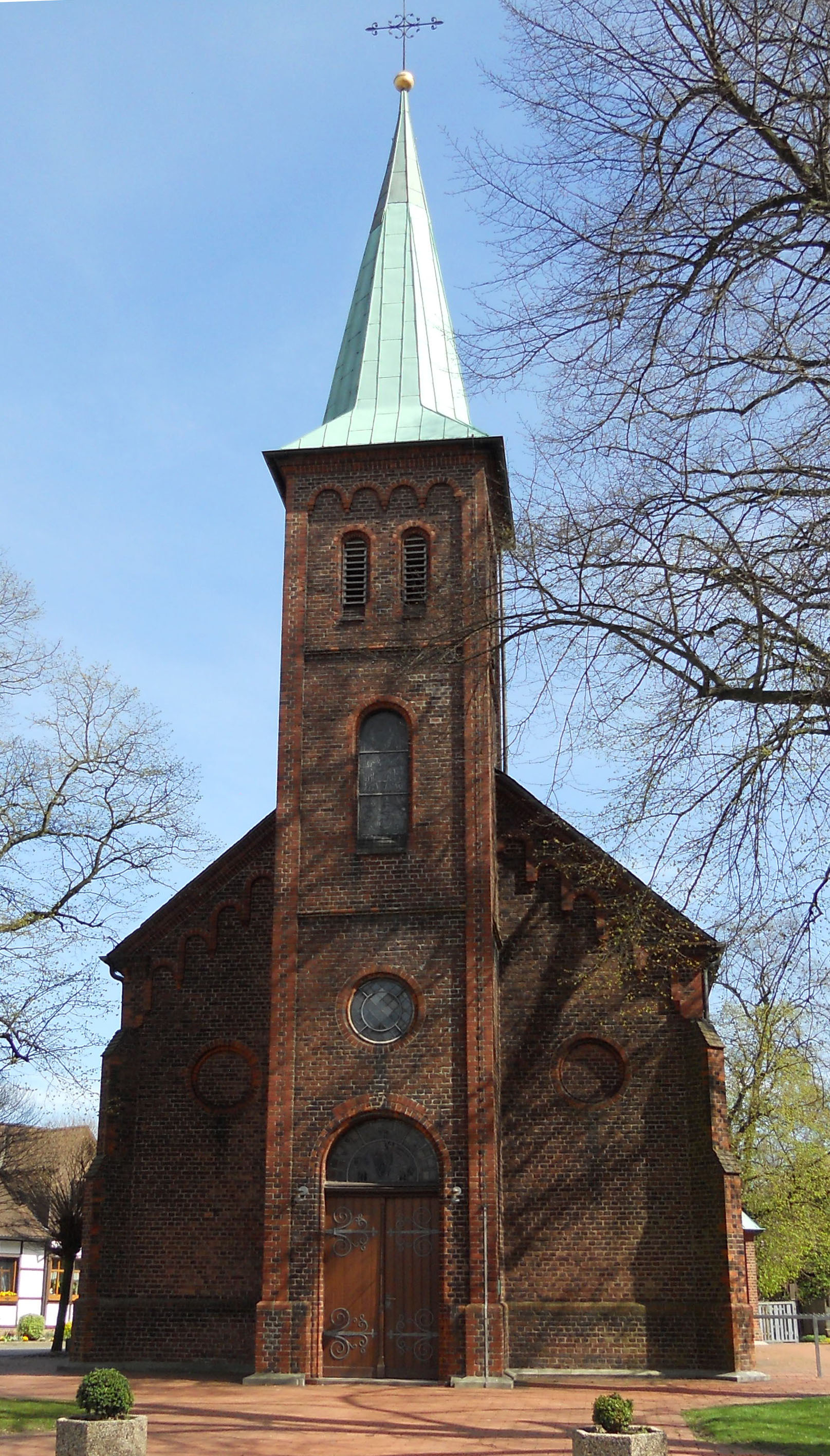
Antoniuskirche in Sönnern

Sönnern ist ein Ortsteil der Stadt Werl, Kreis Soest, Regierungsbezirk Arnsberg, Nordrhein-Westfalen und hat 846 Einwohner (Stand: Dezember 2018). Trotz ländlicher Lage und ruhiger Umgebung besteht eine gute Verkehrsanbindung; die A 44 ist mit dem PKW in circa 5 Minuten zu erreichen, die A 2 in etwa 15 Minuten.

## Geografie
Das Dorf mit einer Gesamtfläche von 3,75 km² liegt am Rande der fruchtbaren Flussaue von Sönner- und Salzbach nördlich der Stadt Werl. Im Dorf befinden sich Kirche, Schützenhalle, Sportlerheim, Feuerwehrhaus, Jugendhaus, Kindergarten und eine Förderschule.

## Geschichte

### Dorfname und Adelsfamilie
Wann zum ersten Male Menschen dort siedelten, wo heute das Dorf Sönnern liegt, oder welchen Namen sie ihrem Zuhause gaben, lässt sich nicht mit Sicherheit feststellen. Es sind keine Urkunden vor 1232 bekannt, die den Namen Sönnern in irgendeiner Form bezeugen.
Mit „sundere“ wurde eine als Sondereigentum aus der Mark ausgeschiedene Waldung oder ein dem Privatgebrauche überlassenes Grundstück bezeichnet. Noch heute gibt es nordwestlich von Sönnern ein klägliches Reststück des Sundern, des ehedem großen Waldes, der die kleine Siedlung damals umschloss und damit namengebend für das Dorf Sönnern war.
Einer der Ministerialen oder „ridder“ der Grafen von Werl wurde für seine Dienste am Grafenhof mit dem Haupthof im Sundern belehnt und damit zum „Herren von Sunhere“. Der zunächst rein persönliche Besitztitel wurde im Laufe der Zeit zum erblichen Familiennamen von Sunhere.
Als nach 1066 die Grafen von Werl ihren Wohnsitz nach Arnsberg verlegten und seit dieser Zeit als die Grafen von (Werl-)Arnsberg bezeichnet wurden, kamen die Gebiete um Werl zu Kurköln und wurden in der Folge an die Gefolgsmannen des Erzbischofs von Köln verlehnt. Im Laufe der Jahrhunderte finden sich verschiedene Grundherrschaften/Pachtherren in Sönnern, so z. B. von Pentling, von Plettenberg, von Brule, von Boyderike, von Fürstenberg oder von Blumenthal, um einige zu nennen.
Erst 1232 taucht zum ersten Mal ein Albert von Sönnern auf, als Zeuge in einer Urkunde des Stiftes Meschede. In einer späteren Urkunde wird Albert als miles (Soldat oder Ritter) bezeichnet, neben einem clericus (Geistlichen) Arnold von Sönnern. Ein weiterer Vertreter dieser Familie ist Wienand von Sönnern, Kanoniker am Stift St. Patroclus in Soest. 1311 stiftete dieser zusammen mit seinen Mitkanonikern einen neuen Reliquienschrein (Patroklusschrein), der heute in den Staatlichen Museen zu Berlin steht. Außerdem ist Berthold von Sönnern 1438 als Richter in Werl urkundlich bezeugt.

### Grenzen und Grenzstreitigkeiten
Um 1545 hatte das Hofesgericht Sönnern etwa folgenden Umfang: Die Straße von Werl nach Hilbeck bildete die Grenze zu Budberg, der Salzbach begrenzte das Gebiet zum Südosten hin. Die übrigen Grenzen entsprachen in etwa den späteren Gemeindegrenzen.
Sönnern lag an der Grenze zwischen der Grafschaft Mark und Kurköln. Sowohl die Grafen von der Mark als auch die Erzbischöfe von Köln waren an diesem Gebiet äußerst interessiert, und so gab es um das Gericht zu Sönnern immer wieder Streit. Diverse Verkäufe und Verpfändungen zwischen 1300 und 1400 trugen ebenfalls nicht zur Klärung der rechtlichen Verhältnisse bei. Erst im Grenzvertrag von 1561 (Rezess von Sönnern) wurde dieser Streit beigelegt;  Hilbeck, Pentling und Sönnern kamen endgültig zur Grafschaft Mark. Werl war nun für die Sönnerner endgültig „Ausland“, und die Grenze wurde im wörtlichen Sinne eifersüchtig gehütet. Grenzstreitigkeiten über Hude- oder Jagdrechtsverletzungen waren nicht selten, bis hin zu blutigen Massenschlägereien.
All dies hatte auch Auswirkungen auf Sönnerns Verhältnis zu seinen territorialen und konfessionellen Nachbarn. Für die Katholiken des kurkölnischen Kirchspiels Büderich waren die Sönnerner „die Märkischen“, für die zum großen Teil evangelischen Bewohner der Grafschaft Mark waren die Sönnerner „die Katholischen“, immer am Rande, immer anders, immer fremd, immer „weit weg“. All dies hat sicherlich mit dazu beigetragen, dass Sönnern den (heute scherzhaft gemeinten) Beinamen „Türkei“ bekam. Die Straße Zum Türkenplatz, der Beiname Türkenhalle für die Schützenhalle in Sönnern und auch ein Halbmond im Logo des Sportclubs Sönnern unterstreichen das.

### Kriege
Der „Kleinkrieg“ zwischen benachbarten Dörfern und deren Landesherren war aber nicht zu vergleichen mit dem, was die Sönnerner in den großen Kriegen erleiden mussten. Über die Gegend rund um die benachbarte Stadt Werl im Dreißigjährigen Krieg (1618–1648) wird berichtet, dass Dörfer wüst fielen, Äcker unbebaut blieben, Brot bzw. Getreide zum Teil von weit her beschafft werden musste und Krankheiten sowohl die Schwachen als auch die Starken dahinrafften. Gegen Ende dieses Krieges lagerte auch der französische Marschall Henri de Latour D’Auvergne Vicomte de Turenne (1611–1675) mit seinen Truppen auf den Sönnernschen Feldern.
Auch der Siebenjährige Krieg (1756–1763) hinterließ hier seine Spuren. Im Juni 1761 wurde die Gegend um Werl von etwa 60.000 alliierten Soldaten unter dem Herzog Ferdinand von Braunschweig und etwa 100.000 Franzosen unter Soubise heimgesucht. Herzog Ferdinand hatte sein Hauptquartier in Werl aufgeschlagen und den rechten Flügel seiner Armee über Budberg und Sönnern bis nach Scheidingen aufgestellt, während der linke Flügel sich von Werl über Blumenthal bis Bremen erstreckte.
In Sönnern selbst fanden im Juni 1761 ebenfalls Kampfhandlungen statt, bei denen acht Mann der französischen Armee getötet und über 40 Gefangene gemacht wurden. Anschließend wurden 150 Infanteristen als alliierter Vorposten in Sönnern stationiert.

### Dorfentwicklung
1582 bestand Sönnern aus 22 Höfen und Kotten, und Anfang 1682 wird zum ersten Mal eine Schule im Dorf erwähnt, als der Schulmeister stirbt. 1838 gibt es im Dorf 21 „Wegeunterhaltungspflichtige Eingeseßene von Sunnern“, 1850 bereits 51 Wohnhäuser, 45 Ställe und Scheunen, ein Schulhaus und zwei öffentliche Gebäude. Bis zum Zeitpunkt der Eingliederung in die Stadt Werl am 1. Juli 1969 stieg die Einwohnerzahl auf 571 Menschen.

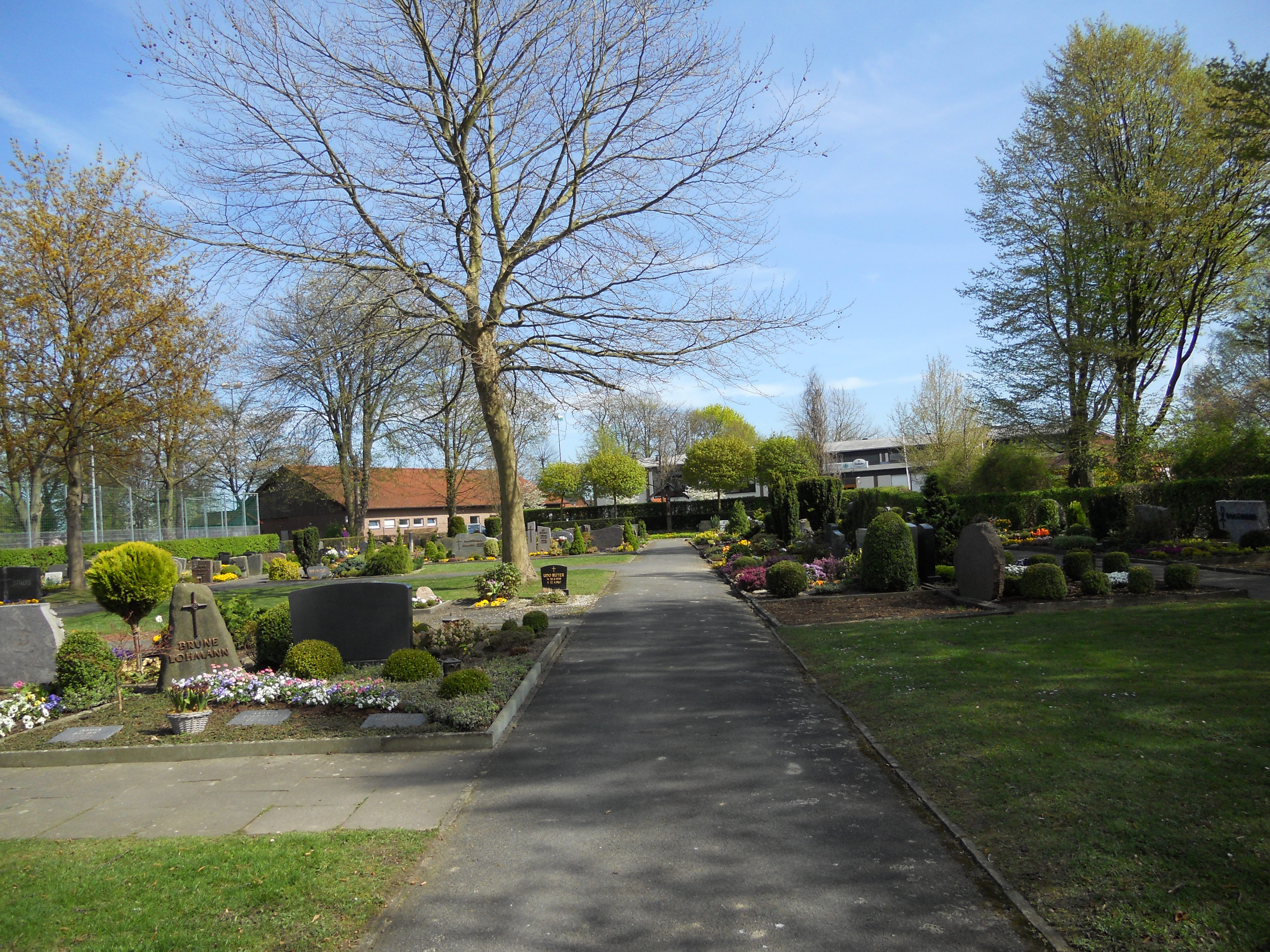
Friedhof in Sönnern

| Jahr | Einwohner |
| ---- | --------- |
| 1849 | 315       |
| 1852 | 300       |
| 1865 | 340       |
| 1910 | 379       |
| 1931 | 419       |
| 1933 | 443       |
| 1939 | 432       |
| 1950 | 568       |
| 1956 | 508       |
| 1961 | 528       |
| 1969 | 571       |
| 1987 | 679       |
| 2010 | 867       |
| 2017 | 851       |

## Religion und Kirche
Der größte Teil der Dorfbewohner ist katholisch und gehörte für Jahrhunderte zur Pfarrei Büderich. 1897 wurde mit einem Bau für die St.-Antonius-Kirche in Sönnern begonnen. Dazu kam noch ein Vikarienhaus, für das ein Dorfbewohner das Grundstück spendete. 1902 wurde die kleine Kapellengemeinde rechtlich eigenständig und als Pfarrvikarie St. Antonius von Padua von der Pfarrei St. Kunibert in Büderich getrennt.
Seit Reformationszeiten werden die evangelischen Bewohner des Dorfes von der Kirchengemeinde zu Hilbeck betreut.
Ein kleiner Teil der Dorfbewohner gehört anderen Konfessionen an.

## Wirtschaft und Infrastruktur
Größter Arbeitgeber ist ein 1958 gegründetes Kunststoff-Spritzgusswerk am Rande von Sönnern. Daneben sind noch mehrere Handwerks- und Dienstleistungsbetriebe vorhanden.

## Verkehr
Sönnern wird durchschnitten von der Antoniusstraße, einer klassifizierten Kreisstraße (K 18), die das Dorf einerseits mit der Stadt Werl, andererseits mit der Gemeinde Welver und der Stadt Hamm verbindet. Die Buslinie R 522 bedient die Strecke Werl – Sönnern – Wambeln – Scheidingen – Welver.

## Kindergärten und Schulen
Im Ort gibt es den Kindergarten St. Antonius Sönnern für 25 Kinder sowie die Peter-Härtling-Schule als Schule der Erziehungshilfe mit sechs Klassen in der Trägerschaft des Kreises Soest. Außerdem gibt es im Dorf ein Jugendhaus und eine sozialtherapeutische Wohneinrichtung mit sechs Plätzen.

## Sportangebot
Im Dorf gibt es einen Rasen-Fußballplatz, an der Peter-Härtling-Schule eine Sporthalle und einen Kinderspielplatz.

## Persönlichkeiten
- Pater Lambert Fester aus Sönnern, Wallfahrtsleiter im Kloster Werl während der Zeit des Nationalsozialismus